# Møllehøj (Gerlev)
Der Møllehøj (auch Møllehøjs Dys) ist eine megalithische Grabanlage der jungsteinzeitlichen Nordgruppe der Trichterbecherkultur im Kirchspiel Gerlev in der dänischen Kommune Frederikssund.

## Lage
Das Grab liegt am Westrand von Gerlev bei Møllehøjgaard.

## Forschungsgeschichte
Jacob Kornerup fertigte im Jahr 1862 Zeichnungen des Grabes an. In den Jahren 1873 und 1942 führten Mitarbeiter des Dänischen Nationalmuseums Dokumentationen der Fundstelle durch. Eine weitere Dokumentation erfolgte 1984 durch Mitarbeiter der Forst- und Naturbehörde.

## Beschreibung
Die Anlage besaß ursprünglich eine wohl runde Hügelschüttung, die aber vollständig abgetragen ist. Auch von einer möglichen Umfassung sind keine Reste erhalten. Die Grabkammer ist als Polygonaldolmen anzusprechen. Sie ist nordwest-südöstlich orientiert und hat einen fünfeckigen Grundriss. Sie hat eine Länge von 1,8 m, eine Breite von 1,4 m und eine Höhe von 1,3 m. Die Kammer besitzt je einen Wandstein im Norden, Westen, Süden und Nordosten. An der Südostseite befindet sich der 0,6 m breite Zugang zur Kammer. Er ist durch einen 0,2 m hohen Schwellenstein markiert. Ihm ist ein nordwest-südöstlich orientierter Gang vorgelagert, an dessen nordöstlicher Seite noch ein Wandstein erhalten ist. Auf den Wandsteinen der Kammer liegt ein einzelner Deckstein auf.